# X 5800
Les X 5800 sont une série de cinquante-cinq autorails de la SNCF en service de 1953 à 1977.
De type U150 (pour « unifiés 150 ch ») et livrés à la suite des X 5500, ils forment le bataillon inférieur des autorails unifiés commandés par la SNCF après la guerre en trois puissances (U150, U300, U600), auxquels s'ajouteront les U825 un peu plus tard. Ils sont affectés à des dessertes omnibus sur des lignes secondaires.
La fermeture de la plupart de ces lignes secondaires et le remplacement des X 5800 par les X 3800, autorails plus puissants et plus spacieux, provoquent la disparition de ces petits autorails sur les voies de la SNCF en 1977. Au début du XXIe siècle, une demi-douzaine d'entre eux sont préservés, mais leur état de conservation est très variable.

## Origine de la série
L'unification des types d'engins a pour but de simplifier l'exploitation et l'entretien, par rapport à la multiplicité des matériels existants avant-guerre, certains types ne comptant même qu'un unique exemplaire. Les U150 ont pour mission de tenter de concurrencer l'autocar dans son prix de revient, pour les lignes à faible trafic.
Dans le même objectif, la Fédération nationale des cheminots, une branche professionnelle de la CGT, et un autre syndicat obtiennent en 1946 la mise en fabrication d'une série encore plus économique, les autorails justement surnommés « FNC », mais sans arriver à différer de beaucoup la fermeture des plus petites lignes.
Deux prototypes valident le concept des U150 et une première série de cinquante-et-un X 5500 est commandée par la SNCF à Renault en 1946-1948. Dans un second temps, les X 5800 sont commandés par la SNCF à Renault en trois marchés différents entre décembre 1950 et août 1952 et livrés par l'usine de Choisy-le-Roi en 1953 et 1954.

## Description

### Caractéristiques techniques

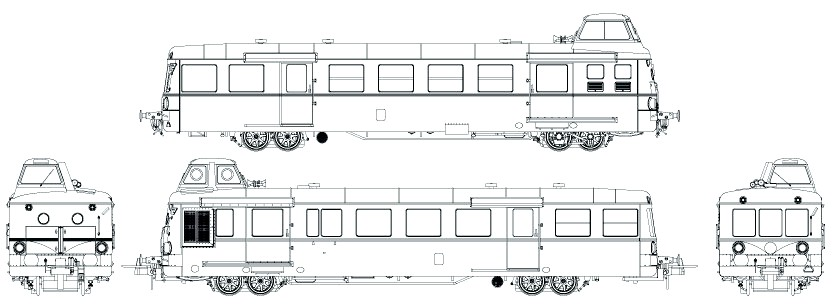
Schéma d'un X 5800.

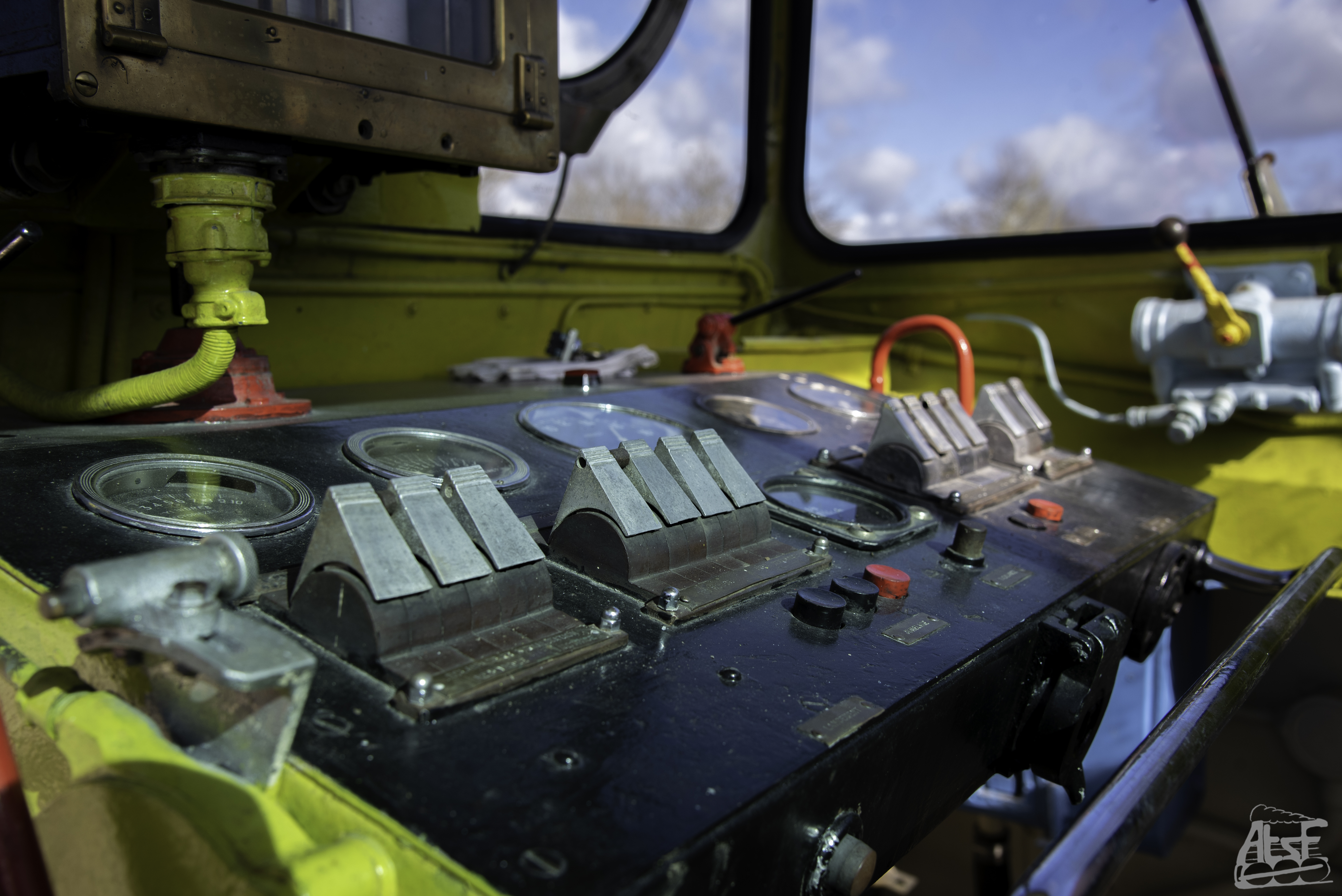
Pupitre de conduite du X 5845.

Ces autorails constituent la suite de la série des X 5500 dont ils partagent de très nombreuses caractéristiques : caisse, chaîne cinématique, équipements mécaniques, électriques et pneumatiques, performances, capacité en nombre de passagers. Ils ne sont toutefois pas immatriculés à la suite, le nombre de numéros disponibles ne le permettant pas car les X 5600 (FNC) sont livrés entre-temps. Si les rapports de leur boîte de vitesses autorisent une vitesse maximale de 98 km/h, la limite en service est fixée à 90 km/h.
Les X 5800 se distinguent extérieurement des X 5500 par les portes d'accès à la plateforme voyageurs qui sont coulissantes au lieu d'être en accordéon à 4 vantaux.
De construction, les 7 premiers exemplaires sont équipés d'un moteur Saurer BXDS de 160 ch (118 kW), le reste de la série, d'un moteur Renault 561 de 150 ch (110 kW). À partir de 1960, neuf exemplaires destinés à parcourir des lignes au profil difficile reçoivent un moteur Saurer à la place du Renault.
Les X 5801 à 5820 possèdent une caisse recouverte de panneaux d'aluminium alors que les X 5821 à 5855 disposent d'une caisse en alliage léger d'acier inoxydable ne nécessitant pas obligatoirement une mise en peinture.

### Aménagements intérieurs et livrée

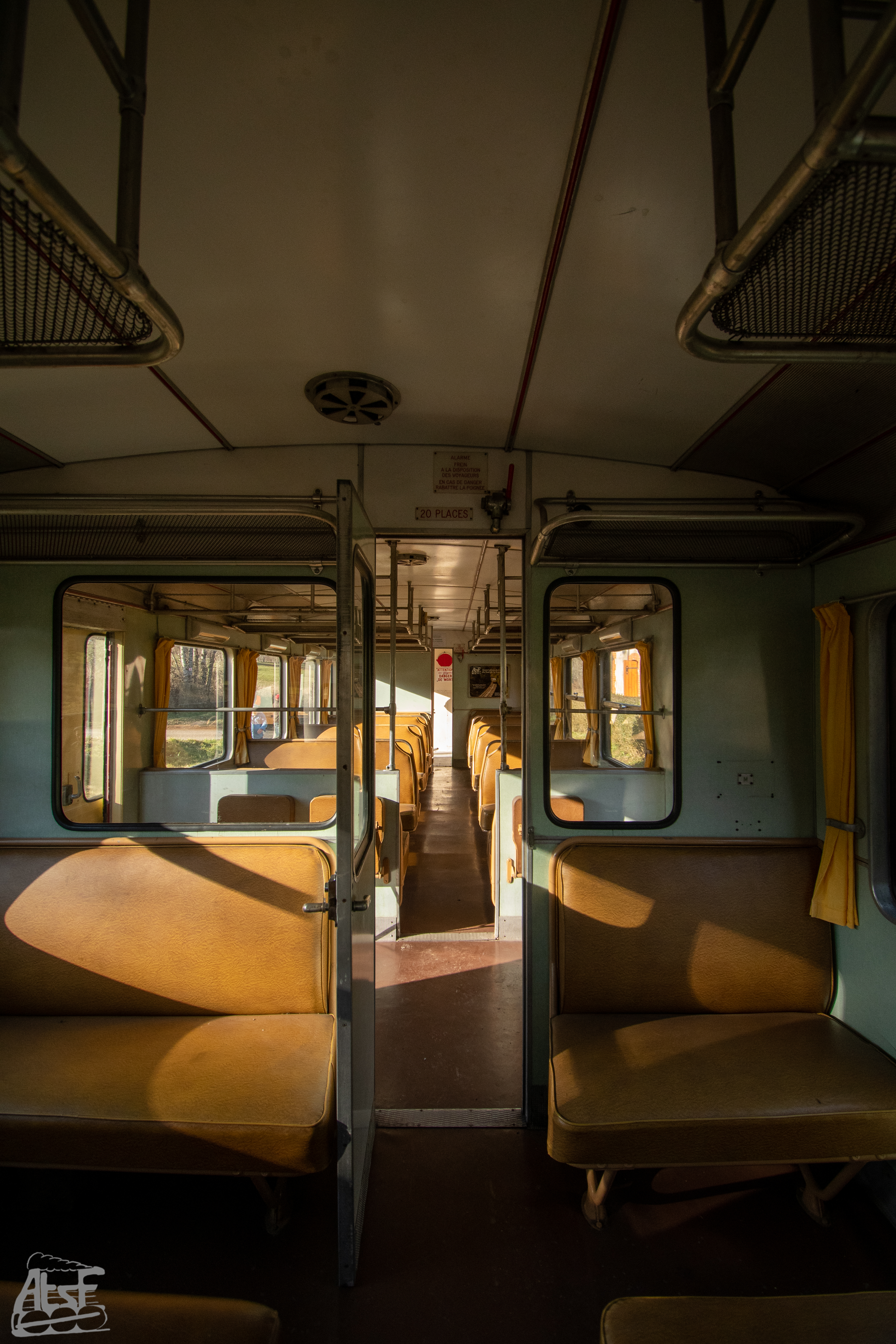
L'intérieur du X 5845.

De l'avant (côté moteur) vers l'arrière, l'autorail se compose du local technique (moteur et auxiliaires, poste de conduite surélevé), du local à bagages et des toilettes, d'un grand compartiment voyageurs de 37 places, de la plateforme d'accès qui est équipée de six strapontins puis d'un petit compartiment voyageurs de 20 places. Ce dernier est séparé de la plateforme par une porte, de même que le grand compartiment et le local à bagages.
Les X 5800 se différencient des X 5500 par l'emplacement des toilettes, prévu dès la construction, qui est reporté du côté gauche de l'engin et par la répartition différente des banquettes (3 + 2 places au lieu de 2 + 3) ; l'éclairage intérieur des numéros 5821 à 5855 est assuré par des tubes fluorescents en lieu et place des lampes à incandescence et le revêtement intérieur de leur caisse est constitué de plaques en matière plastique fixées sur l'ossature de la caisse.
Les X 5821, X 5822 et X 5823 n'ont jamais été peints, leurs faces frontales étant décorées d'une moustache jaune de chrome pour améliorer la visibilité comme sur l'autorail prototype Budd ; l'une de ces unités est affectée à Beauvais, les deux autres à Narbonne pour juger de l'influence des conditions climatiques sur la tenue du métal. Tous les autres X 5800, y compris ceux à caisse en acier inox, adoptent lors de leur mise en service la livrée autorails de l'époque : bas de caisse rouge vermillon jusqu'au dessous des baies latérales, crème au-dessus, y compris le pavillon et le kiosque de conduite ; à partir de 1968 et au fil des révisions, la plupart d'entre eux ont le pavillon et parfois le kiosque repeints en rouge vermillon.

## Carrière et services
La carrière des X 5800 est indissociable de celle des X 5500, les deux séries connaissant sensiblement les mêmes affectations et la même évolution.
En 1955 les X 5800, tous en service, se répartissent entre les régions Nord, Sud-Est et Sud-Ouest de la SNCF. Ils remplacent les X 5700 puis les X 5600 qui ont roulé peu de temps, mais qui ne sont pas prévus pour une longévité plus grande. Certaines unités sont louées à la Compagnie de chemins de fer départementaux (CFD) ou à la Société générale de chemins de fer et de transports automobiles (CFTA).
Au fil du temps pourtant, les inconvénients de leur construction légère se font sentir : des fissures ou des fléchissements apparaissent sur les caisses ou les chariots ; le remplacement de ces derniers par de véritables bogies est même envisagé mais la mesure n'est pas mise en œuvre. De plus, de nombreuses petites lignes sont fermées et leur trafic est reporté sur la route. Enfin, l'arrivée des X 3800 emmenant davantage de voyageurs accélère la réforme des X 5800.
Les radiations s'échelonnent de 1968 à 1977 avec un pic en 1973 où dix-huit exemplaires sont réformés. Les dernières unités rattachées au dépôt de Nevers et louées aux CFD pour service sur l'étoile d'Autun sont radiées le 8 décembre 1977,.
Après sa réforme en 1971, le X 5809 est racheté par l'entreprise suisse Matisa et transformé en véhicule d'auscultation des voies ; il garde ce rôle jusqu'en 1981 au moins.

## Autorails préservés
Le X 5809, ancienne voiture auscultation des rails no 303 de Matisa, est préservé à l'association des Amis de la Gare de Wassy à Wassy ; il a reçu une livrée grise et bleue.
Le X 5815 est conservé, moteur hors service, au Vélorail du Périgord Vert à Corgnac-sur-l'Isle (ancien Chemin de fer touristique du Bréda).
Le X 5822 à caisse inox, propriété de l'écomusée de Sabres Marquèze, est confié au Train des mouettes ; son moteur en mauvais état est déposé en 2023.
Le X 5830 est conservé à l'association des Amis de la Gare de Wassy à Wassy, moteur hors service.
Le X 5845, propriété de la FACS (collection Jean-Pilippe Isnard), est confié à l'Association des trains du Sud de la France à Ambert où il assure des circulations touristiques.
Le X 5 852, l'un des derniers exemplaires de la série radié en décembre 1977, est préservé au Train Thur Doller Alsace ; il est classé monument historique en février 2016.

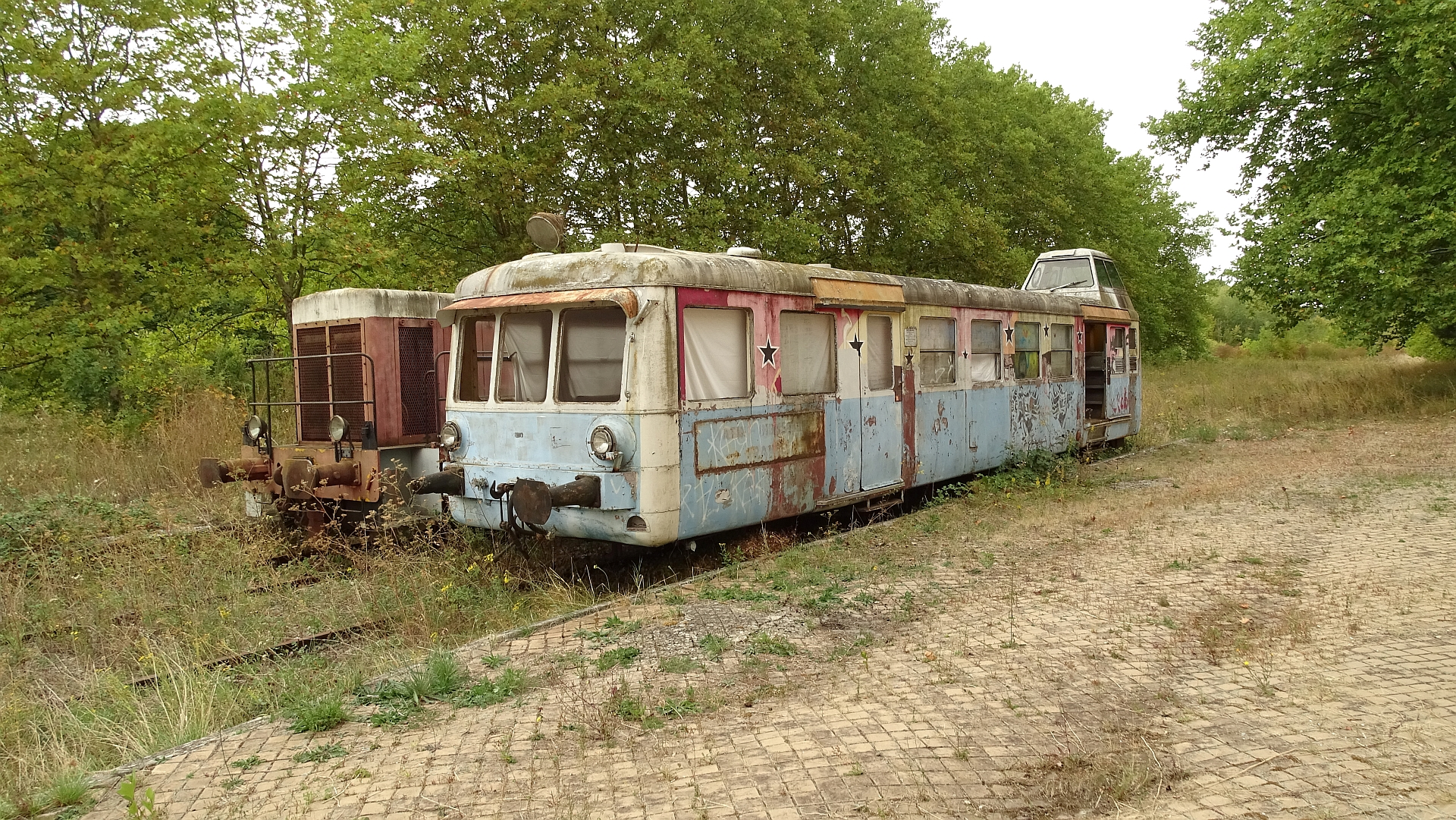
Le X 5809 à Wassy.
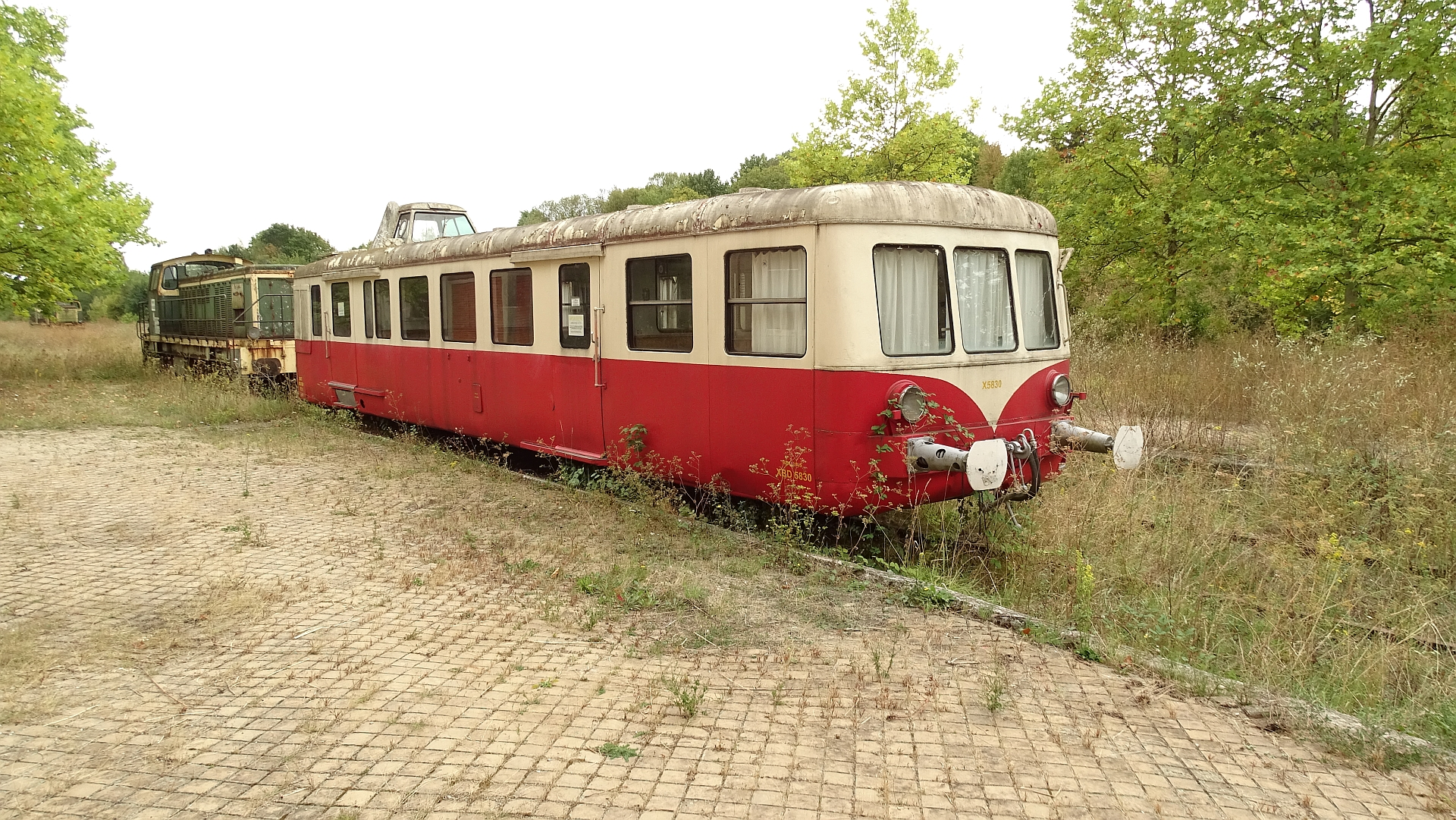
Le X 5830 à Wassy.
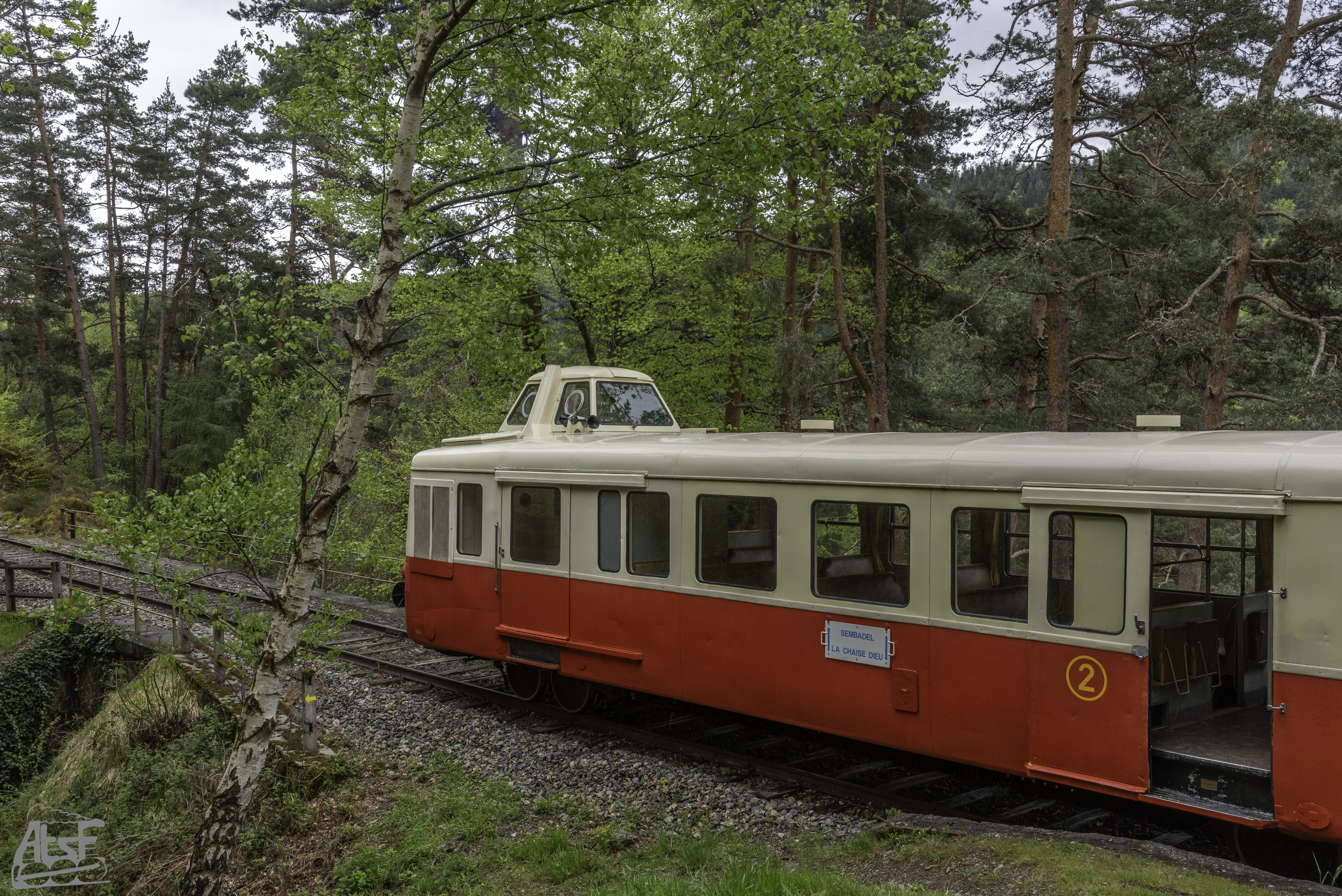
Le X 5845 à Notre-Dame-de-la-Roche.
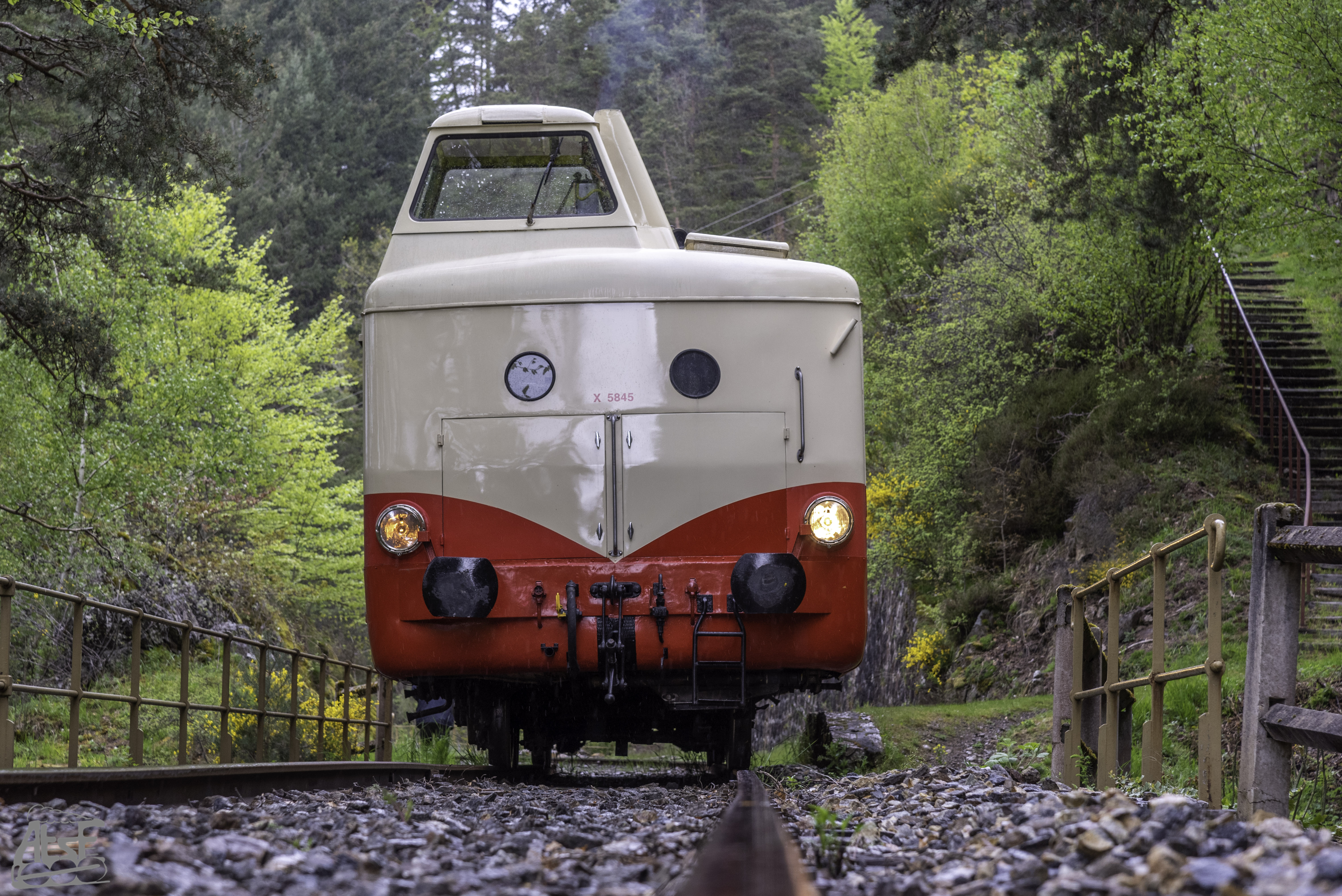
Le X 5845 à Notre-Dame-de-la-Roche.

## Cinéma
Un exemplaire apparaît au cinéma dans le film Le Petit Baigneur.

## Modélisme
Ces autorails ont été reproduits à l'échelle HO par :
- L'artisan LMJ/Vapeur 70, sous forme de kit à monter (caisse en résine, châssis en métal)
- L'artisan RPI/Sesam Rail sous forme de kit à monter (caisse en résine, châssis en laiton)
- La firme Rail87.